# Paphiopedilum hennisianum
Paphiopedilum hennisianum es una especie de la familia de las orquídeas. 

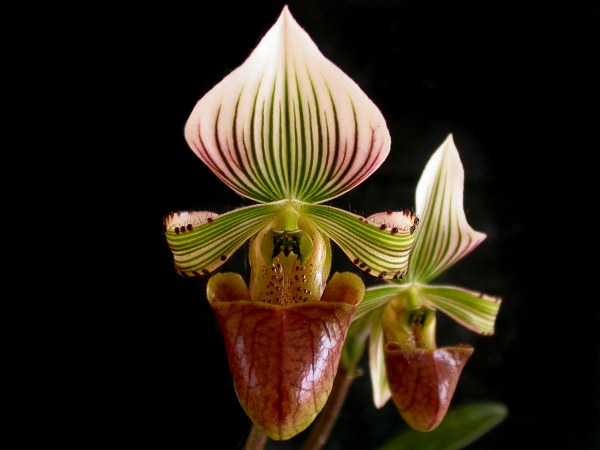
Detalle de la flor

## Descripción
Es una orquídea de tamaño pequeño. Con hábitos terrestres prefiere el clima cálido. Tiene un tronco recto que lleva una inflorescencia erecta y terminal, moteada con una sola flor.

## Distribución y hábitat
Se encuentra en Filipinas a una altitud de hasta 500 metros,

## Taxonomía
Paphiopedilum hennisianum fue descrita por (M.W.Wood) Fowlie y publicado en Orchid Digest 41(2): 60. 1977.
Etimología
El nombre del género viene de « Cypris», Venus, y de "pedilon" = "zapato" ó "zapatilla" en referencia a su labelo inflado en forma de zapatilla.
hennisianum; epíteto otorgado en honor de Hennis, un recolector de orquídeas alemán.
Sinonimia
- Cypripedium dauthieri Rchb.f. ex Kittel 1885
- Paphiopedilum barbatum var. hennisianum M.W. Wood 1976
- Paphiopedilum hennisianum f. christiansenii (O.Gruss & Roeth) O.Gruss & Roeth 1999
- Paphiopedilum hennisianum var. christiansenii O.Gruss & Roeth 1996
- Paphiopedilum hennisianum var purpureum Hort 1981[3][4][1]